# Municipio de Scott (Minnesota)
El municipio de Scott (en inglés, Scott Township) es un municipio del condado de Stevens, Minnesota, Estados Unidos. Tiene una población estimada, a mediados de 2024, de 118 habitantes.

## Geografía
Está ubicado en las coordenadas 45°32′7″N 96°2′44″O / 45.53528, -96.04556. Según la Oficina del Censo, tiene una superficie total de 92.0 km², de los cuales 87.2 km² corresponden a tierra firme y 4.8 km² están cubiertos de agua.

## Demografía
Según el censo de 2020, en ese momento había 117 personas residiendo en la zona. La densidad de población era de 1.3 hab./km². El 96.58 % de los habitantes eran blancos, el 1.71 % eran de otras razas y el 1.71% eran de una mezcla de razas. Del total de la población, el 3.42 % eran hispanos o latinos de cualquier raza.